# Тарасов, Иван Степанович
Иван Степанович Тарасов (1904, Сергеевка, Тверская губерния — 27 августа 1971, там же) — сапёр 40-го отдельного сапёрного батальона, красноармеец.

## Биография
Родился в 1904 году в деревне Сергеевка (ныне — Калининского района Тверской области). Окончил 4 класса. Работал портным в местной артели.
В декабре 1941 года был призван в Красную Армию. После месячной подготовки в запасном полку направлен на фронт. Зачислен сапёром в 40-й отдельный сапёрный батальон 46-й стрелковой дивизии. Воевал на Ленинградском, 2-м Белорусском фронтах.
28 июня 1944 года северо-западнее города Выборг, рискуя жизнью, разминировал шоссе — маршрут выдвижения войск, обезвредив 18 противотанковых мин. Приказом от 14 июля 1944 года красноармеец Тарасов Иван Степанович награждён орденом Славы 3-й степени.
11-13 января 1945 года у населённого пункта Глодово под огнём противника обезвредил с сапёрами 370 различных мин. В ночь на 14 января проделал проход в проволочном заграждении врага. Приказом от 3 февраля 1944 года красноармеец Тарасов Иван Степанович награждён орденом Славы 2-й степени.
28 апреля 1945 года под вражеским огнём в короткий срок вместе с другими сапёрами соорудил мост через реку Пене, необходимый для выхода войск к городу Анклам. Указом Президиума Верховного Совета СССР от 29 июня 1945 года за образцовое выполнение заданий командования в боях с немецко-вражескими захватчиками красноармеец Тарасов Иван Степанович награждён орденом Славы 1-й степени. Стал полным кавалером ордена Славы.
В 1945 году был демобилизован. Вернулся на родину. Работал портным в той же артели. Скончался 27 августа 1971 года.

## Награды
- орден Славы 3-х степеней
- две медали «За отвагу» (29.12.1943, 24.02.1944)[1].